# Az Zawiyah
Az Zawiyah este un oraș în Libia.